# Televisietoren van Pyongyang

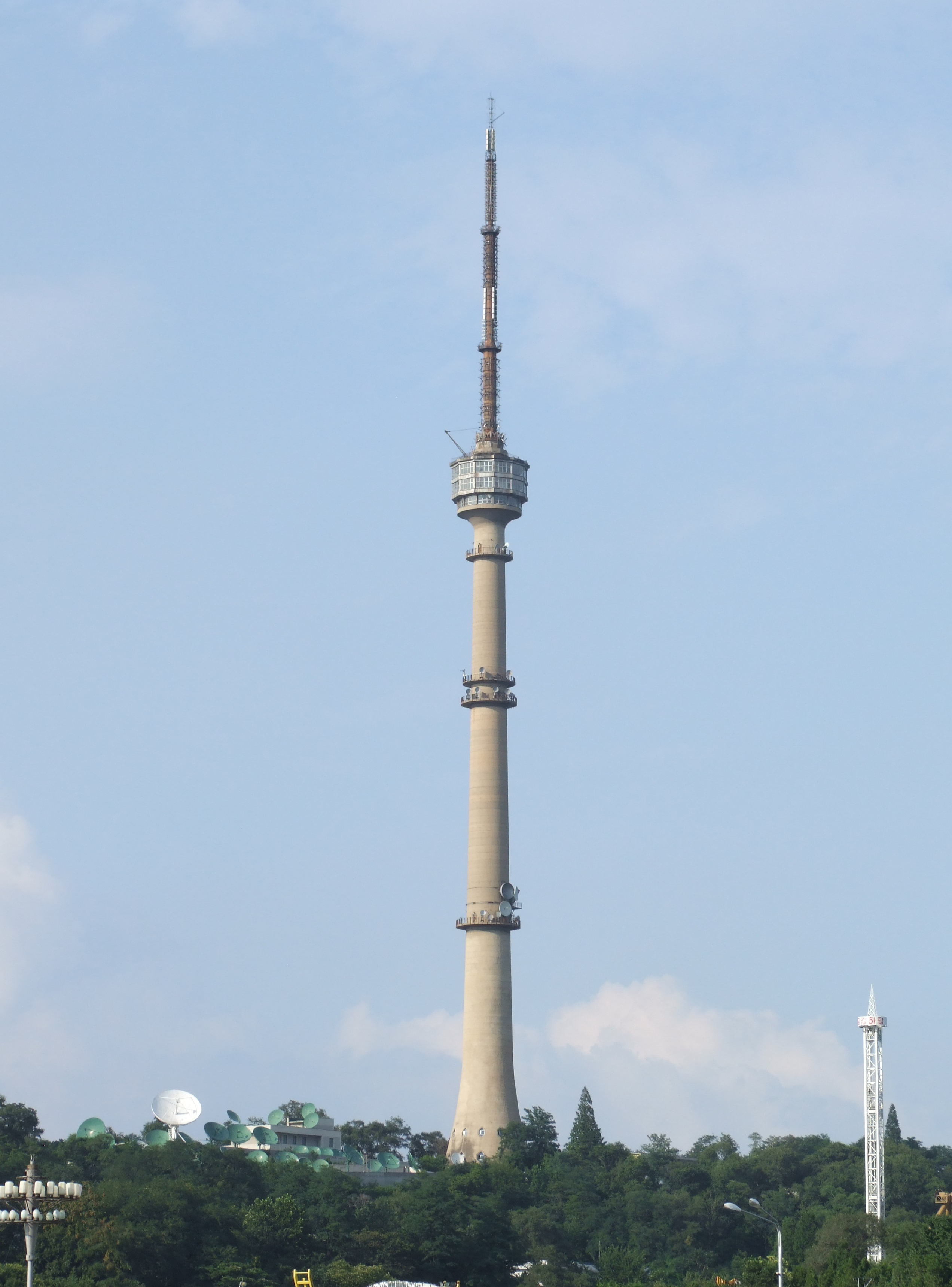

De televisietoren van Pyongyang (Hangul: 평양 TV 타워, Hanja: 平壤TV타워 P'yŏngyang TV T'awŏ of Pyeongyang TV Tawo) is een vrijstaande betonnen zendmast met een panoramadek en een panoramarestaurant in Pyongyang, Noord-Korea. De toren staat in het Kaesopark in Moranbong-guyok en werd in april 1967 gebouwd om het kleine uitzendgebied te vergroten en kleurentelevisie te ondersteunen. De toren is 144 meter hoog.
De toren is voornamelijk gebaseerd op de Ostankino-toren in Moskou, die in dezelfde tijd werd gebouwd. Er staan uitzendantennes en technisch materieel op 34,5 meter, 65 meter, 67,5 meter en 85 meter hoogte. Op 94 meter hoogte is er een panoramadek en op de toren staat een vijftig meter hoge antenne.